# Consell de Govern del Principat d'Astúries
El Consell de Govern del Principat d'Astúries (asturià: Conseyu de Gobiernu del Principáu d'Asturies, castellà: Consejo de Gobierno del Principado de Asturias), conegut de vegades popularment com el Gobiernín2019, és una de les institucions estatutàries que conformen el Principat d'Astúries, sent l'òrgan superior col·legiat que dirigeix la política i l'Administració d'aquesta comunitat autònoma i és el titular de la funció executiva i de la potestat reglamentària sobre aquest territori.

## Composició
Presideix el Consell de Govern el President del Principat d'Astúries, qui és triat per la Junta General del Principat d'Astúries entre els seus membres. Aquest al seu torn tria als titulars de les conselleries i al vicepresident, els quals puden ser membres o no de la Junta General.

## Consell de Govern actual
| Càrrec                                                        | Nom                                  |
| ------------------------------------------------------------- | ------------------------------------ |
| Presidencia del Principat d'Astúries                          | Francisco Álvarez-Cascos Fernández   |
| Conselleria de la Presidència                                 | Florentino Alonso Piñón              |
| Conselleria d'Hisenda i Sector Públic                         | Ramón del Riego Alonso               |
| Conselleria d'Economia i Ocupació                             | José Ramón Rivero Iglesias           |
| Conselleria d'Educació i Universitats                         | Ana Isabel Álvarez González          |
| Conselleria de Cultura i Esports                              | Emilio Marcos Vallaure               |
| Conselleria de Benestar Social i Igualtat                     | Paloma Menéndez Prado                |
| Conselleria de Sanitat                                        | José María Navia-Osorio García-Braga |
| Conselleria de Foment, Ordenació del Territori i Medi Ambient | María Isabel Marqués García          |
| Conselleria d'Agroramaderia i Recursos Autòctons              | Albano Longo Álvarez                 |